# Jungle Fight 90
Jungle Fight 90 foi um evento de artes marciais mistas promovido pelo Jungle Fight, que ocorreu em 3 de setembro de 2016, em São Paulo, São Paulo. Paulo Borrachinha venceu Adriano Balby neste sábado, na comemoração dos 13 anos do maior evento de MMA da América Latina – o Jungle Fight 90, em São Paulo, e manteve o cinturão peso-médio em Minas Gerais. Foi a terceira defesa com sucesso do campeão, que agora coleciona sete vitórias em sete lutas na carreira – todas no primeiro round. A disputa pelo cinturão vago dos pesados não durou muito tempo. Com menos de um minuto do primeiro round, João Almeida, da Corinthians MMA, encaixou um cruzado inapelável que levou Henrique Montanha ao chão. O atleta da BH Rinos ainda tentou se recuperar, mas, ao levantar, encontrou mais um golpe duríssimo de João. Desta vez não teve jeito. Quinta vitória na carreira e cinturão para o paulistano João Almeida. É o segundo título da Corinthians MMA, que já tem Bruno Cappelozza no topo da divisão dos meio-pesados da organização.

## Ligações Externas
1. ↑  permaneceu campeão dos Médios do Jungle Fight
2. ↑  novo campeão dos Pesados do Jungle Fight
3. ↑  27-30 27-30 26-30 novo campeão dos Palhas do Jungle Fight
4. ↑  29-28 29-28 30-27